# Zbór Kościoła Adwentystów Dnia Siódmego w Zamościu
Zbór Kościoła Adwentystów Dnia Siódmego w Zamościu – zbór adwentystyczny w Zamościu, należący do okręgu lubelskiego diecezji wschodniej Kościoła Adwentystów Dnia Siódmego w RP.
Pastorem zboru jest kazn. Tomasz Żelazko.